# Enka
Enka (japanska: 演歌?, Enka) är en genre inom japansk populärmusik som utmärks av melankoliska ballader. I enka blandas den japanska fem-tonsskalan ofta med den västerländska. Shamisen och andra traditionella japanska instrument förekommer ibland.
Termen enka används också om sånger som sjöngs bland liberala politiska aktivister under Meijiperioden, som ett sätt att komma förbi den statliga censuren.

## Historia
Den moderna enkan utvecklades successivt under 1900-talets första hälft, men blev verkligt populär under efterkrigstiden. Termen enka började användas omkring år 1960, av skivbolaget Nippon Crown.
Enkan har följt generationerna som var unga på 1950- och 60-talen upp i åldrarna, och uppfattas därför på senare år ofta som "gubbig". Unga artister saknas dock inte, bland dem Jero, en amerikansk sångare som uppträder med hiphop-attribut, och som blivit känd som den första svarta enkasångaren i Japan.

## Artister
Kvinnliga artister dominerar traditionellt enka-scenen, bland dem "enkadrottningen" Hibari Misora (1937 – 1989).
Andra kända enkaartister, eller artister som har haft stort inflytande på genren, är bland andra:
| - Ayako Fuji - Chiyoko Shimakura - Eiko Segawa - Frank Nagai - Haruo Minami - Harumi Miyako - Hiroshi Takeshima - Jero - Kaori Mizumori - Kazuo Chiba - Kazuo Funaki - Keiko Fuji | - Kenichi Mikawa - Kiyoshi Hikawa - Kiyoshi Maekawa - Kōtarō Satomi - Masako Mori - Meiko Kaji - Michiya Mihashi - Mina Aoe - Miyuki Kawanaka - Rimi Natsukawa - Saburō Kitajima - Sayuri Ishikawa - Shinichi Mori | - Shinji Tanimura - Shinobu Otowa - Takao Horiuchi - Takashi Hosokawa - Teresa Teng - Teruhiko Saigo - Vanesa Oshiro - Yōko Nagayama - Yujiro Ishihara - Yuki Maeda - Yukio Hashi - Yuuko Nakazawa |